# Codesarrollo
Se entiende por codesarrollo una forma de cooperación en la que los movimientos migratorios, y por ende, las personas migrantes, se convierten en vector de desarrollo de sus países de origen. 

Aunque se acepta mayoritariamente que la primera definición del concepto de codesarrollo fue la expresada por Sami Naïr, éste es un fenómeno existente desde el comienzo de las migraciones. Tradicionalmente, las poblaciones desplazadas a otros países (especialmente aquellas que migran por razones económicas) han apoyado de diferentes formas el desarrollo de sus comunidades de origen, ya sea individualmente o de forma colectiva.
En 1997, durante su etapa como encargado de la Misión Interministerial “Migración/Codesarrollo” dependiente del Ministerio de Asuntos Exteriores francés, Naïr definía el codesarrollo como "una propuesta para integrar inmigración y desarrollo de forma que ambos países, el de envío y el de acogida, puedan beneficiarse de los flujos migratorios. Es decir, es una forma de relación consensuada entre dos países de forma que el aporte de los inmigrantes al país de acogida no se traduzca en una pérdida para el país de envío". 
Sus defensores afirman que este modelo potencia la colaboración entre países en lugar del modelo de cooperación al desarrollo tradicional, que perpetúa la relación vertical norte-sur. En este contexto, las aportaciones e iniciativas de las personas migrantes enriquecen las sociedades de origen y destino tanto en capital humano como cultural. Su condición de ciudadanos/as transnacionales les convierte en puente entre dos culturas, una situación de privilegio para la comprensión de las necesidades de ambas comunidades (de origen y destino). Por eso, su participación en proyectos que tengan que ver con colectivos de inmigrantes en su país de destino y con sus lugares de origen estarán mejor identificados y se ceñirán más a las necesidades y prioridades de los destinatarios del proyecto.
Por otra parte, esta participación en el desarrollo facilitará también la integración de las personas migrantes en los países de destino, puesto que estos percibirán su presencia como una aportación que enriquece.

## Codesarrollo y control de los flujos migratorios
Paralelamente, el concepto de codesarrollo ha sido adoptado por el ámbito político de los países receptores de migración con un significado un tanto diferente. Desde que se pusieran en marcha por primera vez en Francia, las iniciativas de codesarrollo llevadas a cabo por las administraciones de los países receptores (particularmente en el ámbito estatal, y en menor medida en el caso de administraciones regionales y locales)han estado ligadas al control de los flujos migratorios y a la promoción del retorno. 
En el ámbito Europeo, el concepto de codesarrollo fue mencionado por primera vez en la Cumbre de Tampere, celebrada en octubre de 1999. El Consejo Europeo definió en aquella cumbre las 5 líneas a desarrollar dentro de la nueva política migratoria europea, que se definiría a su vez en el marco de un espacio común de "Libertad, Seguridad y Justicia". 
Sin embargo, el marco creado en Tampere se transformó en pocos años en lo que se conoce como la construcción de la Fortress Europe o la Europa Fortaleza, que cada vez condiciona más su cooperación al desarrollo con países receptores al control de la migración ilegal por parte de los mismos y a la firma de tratados de repatriación. 
Para comprender un poco mejor hacia donde se ha dirigido la política de migración de la Unión Europea es interesante comparar algunas de las cifras. Así, por ejemplo, mientras la UE presupuesta que serán necesarios 23 millones de Euros para el desarrollo de la Segunda Generación del Sistema de Información de Schengen y el Sistema de Información de los Visados (medidas encaminadas a un mayor control e identificación de los migrantes), la línea presupuestaria (B5-815) destinada a "reforzar la integración de los nacionales de terceros países, migrantes económicos, fomentando el diálogo entre los actores de esta integración, apoyando la creación de redes europeas y promoviendo el conocimiento y la formación sobre estos temas", contaba con un presupuesto el primer año de 3 millones de euros y 4 millones en el segundo.